# Premios Nacionales de Cultura de Venezuela
Los Premios Nacionales de Cultura son el máximo reconocimiento otorgado en Venezuela a diversas personalidades y creadores artísticos que contribuyan a la creación, cultivo, rescate, mantenimiento en relación con la cultura venezolana. Fueron entregados por primera vez con la realización del I Salón Oficial Anual de Arte Venezolano en 1940, lo que le hace el premio más antiguo del país. A partir de 1970 su entrega quedó a cargo del Gobierno venezolano a través del Ministerio de Educación. Luego su organización estuvo a cargo del Consejo Nacional de la Cultura. A partir del 2006 quedó a cargo del Ministerio del Poder Popular para la Cultura, a través de la Fundación Casa del Artista.
Se entregó de manera anual hasta el 2001, cuando pasó a un formato bienal. Excepciones a la regla han sido en el 2003, cuando tomó una pausa de tres años, para luego regresar a su edición cada dos años, y una nueva pausa de tres años a partir del 2012.

## Categorías
Los Premios Nacionales de Cultura se entregaron por primera vez en sólo tres menciones: Pintura, Escultura y Artes Aplicadas. Hoy en día se otorgan en doce categorías.

### Actuales
- Premio Nacional de Artes Plásticas: entre 1947 y 1952, y a partir de 1971.
- Premio Nacional de Literatura: a partir de 1948.
- Premio Nacional de Arquitectura: a partir de 1963.
- Premio Nacional de Teatro: en 1970, y luego a partir de 1979.
- Premio Nacional de Música: a partir de 1975.
- Premio Nacional de Culturas Populares (antes «Cultura Popular»): a partir de 1986.
- Premio Nacional de Humanidades: a partir de 1989.
- Premio Nacional de Cine: entre 1990 y el 2000, y a partir de 2010.
- Premio Nacional de Fotografía: a partir de 1990.
- Premio Nacional de Danza: a partir de 1992.
- Premio Nacional de Artesanía: a partir de 2015.
- Premio Nacional de Saberes Tradicionales: a partir de 2020.

### Descontinuadas
- Premio Nacional de Artes Aplicadas (1940—1970).
- Premio Nacional de Escultura (1940—1969).
- Premio Nacional de Pintura (1940—1969).
- Premio Nacional de Dibujo y Grabado (1959—1969).
- Premio Nacional de Periodismo Cultural (1990—2000).
- Premio Nacional de Artes del Fuego (1998—2000).